# Уйта (станция)
Уйта — железнодорожная станция 5 класса Волховстроевского отделения Октябрьской железной дороги на участке Подборовье — Кошта (Северной ж. д.) в одноимённом населённом пункте, расположенном в Кадуйском районе Вологодской области.

## География
Соседние станции (ТР4): 046127 Холмище и 046220 Ширьево.
Расстояние до узловых станций (в километрах): Подборовье — 109, Кошта — 61.

## История
Осенью 1901 года на территории волости начались строительные работы на участке Званка (ныне Волховстрой) — Череповец Петербурго-Вологодской ж. д.
Станция была построена в 1902 году. По первоначальному проекту железная дорога должна была пройти севернее, через деревню Уйта. После изменения проекта станция была построена в 5 км к юго-востоку от деревни, но название сохранилось.
В 1999 году участок Бабаево — Кошта вместе со станцией Уйта был электрифицирован (переменное напряжение 25 КВ). Официальное открытие движения по электрифицированному участку состоялось 1 августа 1999 года.